# Snowtownmorden
Snowtownmorden var ett uppmärksammat kriminalfall i Australien under 1990-talet där totalt 12 personer kom att mördas under perioden 1992–1999. Fallet har blivit uppkallat efter orten Snowtown, belägen cirka 130 kilometer norr om staden Adelaide då kvarlevorna efter ett flertal av mordoffren påträffades där, trots att endast ett av morden faktiskt begicks i Snowtown. Övriga mord begicks i området i och omkring Salisbury North, en förort till staden Adelaide, och i Murray Bridge.
Tre personer, John Bunting (född 1966), Robert Wagner (född 1971) och James Vlassakis (född 1979), dömdes för morden. Bunting och Wagner dömdes båda till livstids fängelse; Vlassakis dömdes till livstids fängelse med möjlighet till villkorlig frigivning efter 26 år. Ytterligare en person, Mark Haydon (född 1958), dömdes för medhjälp till sju av morden till 25 års fängelse med möjlighet till villkorlig frigivning efter 18 år.

## Bakgrund
John Bunting, som var slaktare till yrket, flyttade 1991 till Salisbury North, en fattig förort till Adelaide, där han snart blev vän med sina två grannar Robert Wagner och Mark Haydon. Bunting hade ett utbrett hat mot bland annat homosexuella och hävdade att området kryllade av homosexuella och av pedofiler och att han hade för avsikt att stoppa deras framfart i området med våld. Bunting blev gruppens ledare och började snart prata om att rensa Salisbury North från pedofiler och homosexuella genom mord, tortyr och misshandel. Att Bunting var uttalad homofob och att Wagner levde tillsammans med en man vid namn Barry Lane, som dessutom var en känd crossdresser med en bakgrund som bland annat innehöll sexuella övergrepp mot barn, stoppade inte gruppen från att svetsas samman allt mer. Till gruppen knöts senare även James Vlassakis, som var son till en kvinna som John Bunting hade ett förhållande med och som bodde i samma hus som Bunting.

## Morden
Från 1992 och framåt begick Bunting tillsammans med Wagner och senare även Vlassakis ett flertal mord på personer boende i området kring Salisbury North och i Murray Bridge, dit Bunting senare flyttade. Samtliga mordoffer hade någon form av koppling till någon i gruppen. Dessa inkluderade bland annat Buntings ex-flickvän Suzanne Allen, Robert Wagners dåvarande ex-partner Barry Lane, James Vlassakis halvbror Troy Youde och Mark Haydons fru Elizabeth Haydon. Med åren blev morden allt mer brutala och i flera fall kom offren att torteras svårt innan de dödades. Buntings budskap var genomgående att de som skulle dödas var pedofiler och homosexuella, men i flera fall förefaller motiven ha varit ekonomiska, att de visste för mycket om morden eller att Bunting bara irriterade sig på dem. Flera av offren tvingades lämna ifrån sig sina bankuppgifter innan de mördades så att gruppen sedan kunde ta ut pengar från deras konton. I några fall tog man kontinuerligt ut socialbidrag från mordoffrens konton under flera år. Flera av mordoffren var personer som levde i samhällets utkant med begränsad eller obefintlig kontakt med anhöriga och blev därför inte anmälda som försvunna. Några av offren tvingades även lämna telefonmeddelanden till vänner och anhöriga om att de tänkte flytta och att de inte ville att någon skulle kontakta dem.
Allt eftersom antalet mordoffer växte fick gruppen ett växande problem med var man skulle gömma kropparna. Ett flertal av kropparna förvarades i förslutna plasttunnor hos flera olika personer med kopplingar till gruppen under flera års tid innan Mark Haydon i januari 1999 på Buntings uppmaning hyrde en övergiven banklokal i den lilla orten Snowtown cirka 130 km norr om Adelaide där man förvarade tunnorna med kropparna i lokalens bankvalv. Den siste som mördades av gruppen var den 24-årige David Johnson, James Vlassakis styvbror. Johnson lockades till banken i Snowtown den 9 maj 1999 av Vlassakis med löfte om att det fanns en dator till salu där. Istället torterades han till döds inne i banken av Bunting, Wagner och Vlassakis. I samband med det sista mordet på David Johnson ska Bunting och Wagner även ha ätit en bit av David Johnsons kropp.

## Gripande och rättegång
I samband med mordet på Mark Haydons fru Elizabeth den 21 november 1998 började polisen i Adelaide komma gruppen på spåren. Trots att polisen hade funnit två av offrens kvarlevor sedan tidigare hade man aldrig gjort kopplingen mellan dem. Flera av gruppens mordoffer var heller inte anmälda försvunna trots att de i flera fall inte hade hörts av på flera år. Polisen fattade tidigt misstankar mot Haydon då de fann det märkligt att han inte anmält sin fru försvunnen utan att detta istället hade gjorts av en annan anhörig. Polisen började därför kartlägga Mark Haydons aktiviteter och bekanta vilket ledde dem till John Bunting, Robert Wagner och James Vlassakis samt till banken i Snowtown. Den 20 maj 1999 gjorde man husrannsakan i banklokalen och upptäckte då plasttunnorna med kvarlevor efter 8 av offren. John Bunting, Robert Wagner, Mark Haydon och James Vlassakis greps dagen därpå. Senare återfanns kvarlevor efter ytterligare två offer nedgrävda under det hus i Salisbury North där Bunting tidigare hade bott. 
Mordutredningarna och de följande rättegångarna blev långa och utdragna processer. I december 2003 dömdes John Bunting för 11 fall av mord till livstids fängelse utan möjlighet till villkorlig frigivning. Han friades dock för mordet på sin före detta flickvän Suzanne Allen. Robert Wagner dömdes för 10 fall av mord till livstids fängelse utan möjlighet till villkorlig frigivning. James Vlassakis dömdes för fyra fall av mord till livstids fängelse med möjlighet till villkorlig frigivning efter 26 år. Hans straff blev mildare då han samarbetade med polisen och lämnade ett utförligt vittnesmål om morden. Mark Haydon ansågs inte ha varit direkt delaktig i något av morden men dömdes för sju fall av medhjälp till mord till livstids fängelse med möjlighet till villkorlig frigivning efter 18 år.

## Mordoffer
- Clinton Trezise, 22 år, mördad den 31 augusti 1992. Kroppen återfunnen den 16 augusti 1994. Fallet förblev olöst fram till att det kopplas till de övriga morden.
- Ray Davies, 26 år, mördad i december 1995. Kroppen återfunnen den 26 maj 1999
- Suzanne Allen, 47 år. John Buntings ex-flickvän, det enda av morden som Bunting inte dömdes för. Mördad i november 1996. Kroppen återfunnen den 23 maj 1999
- Michael Gardiner, 19 år, mördad i september 1997. Kroppen återfunnen den 20 maj 1999
- Barry Lane, 42 år. Robert Wagners ex-pojkvän. Mördad i oktober 1997. Kroppen återfunnen den 20 maj 1999
- Thomas Trevilyan, 18 år. Barry Lanes nya pojkvän. Mördad den 5 november 1997. Kroppen återfanns samma dag. Polisen betraktade detta som ett självmord fram till att det kopplas till de övriga morden.
- Gavin Porter, 29 år. Vän med James Vlassakis. Mördad i april 1998. Kroppen återfunnen den 20 maj 1999
- Troy Youde, 21 år. James Vlassakis halvbror. Mördad i augusti 1998. Kroppen återfunnen den 20 maj 1999
- Frederick Brooks, 18 år, mördad i september 1998. Kroppen återfunnen den 20 maj 1999
- Gary O'Dwyer, 29 år, mördad i oktober 1998. Kroppen återfunnen den 20 maj 1999
- Elizabeth Haydon, 37 år. Mark Haydons fru och Frederick Brooks faster. Mördad den 21 november 1998. Kroppen återfunnen den 20 maj 1999
- David Johnson, 24 år. James Vlassakis styvbror. Mördad den 9 maj 1999. Kroppen återfunnen den 20 maj 1999